# 馮程淑儀
馮程淑儀，GBS，JP（1964年10月7日—），現任西九文化區管理局行政總裁，首任香港特別行政區政府政策創新與統籌辦事處總監。

## 簡歷
馮程淑儀曾經就讀於德愛中學，預科轉到循道中學，於1983年中七畢業，獲香港大學取錄，主修經濟學，於1986年取得社會科學學士學位。在學期間當選香港大學學生會康樂秘書。她於1986年畢業後，隨即在同年7月加入香港政府政務職系，於1990年修讀牛津大學課程，2007年4月獲晉升為首長級乙一級政務官，於2019年4月晉升為首長級甲一級政務官。馮程淑儀曾經任職於不同決策局及政府部門，包括包括前運輸科、前政務總署、前銓敍科（後改稱公務員事務科）、前教育統籌科、前布政司辦公室、政府新聞處、前貿易署、民政事務局、前工商及科技局及政府資訊科技總監辦公室。香港主權移交前，她曾經兼任同時布政司陳方安生及財政司曾蔭權的新聞秘書。2002年，被借調到數碼港管理公司擔任數碼港統籌專員。
馮程淑儀被香港傳媒形容為前香港行政長官曾蔭權的愛將，亦被視為「手袋黨」最年輕成員之一。她在2020年7月9日獲法国政府頒贈國家榮譽勳章，以表揚她就香港與法國在藝術文化等各方面合作的貢獻。

## 家庭
馮程淑儀的丈夫為香港機場管理局企業發展執行總監馮永業。二人於2000年結婚，並由曾蔭權擔任證婚人。二人育有一名女兒Tricia。
馮程淑儀懷孕期間工作壓力繁重，導致羊水不夠令其女兒早產，出生時體重只有880克（1磅15安士）。需留醫三個月，並患有睡眠窒息症，進食亦出現困難。至女兒4歲，馮程淑儀讓女兒學習游泳，令健康好轉。

## 爭議

### 東亞運動會超支事件
馮程淑儀2009年擔任康樂及文化事務署署長期間，參與香港舉辦第5屆東亞運動會的籌備工作。結果東亞運動會共超支逾1億3000萬港元。
2011年5月，立法會政府帳目委員會召開公開聆訊，馮程淑儀在聆訊中堅持，東亞運額外開支由其他部門在經常性撥款中承擔是恒常做法。審計署署長鄧國斌則表示不認同此解釋。
2011年7月，立法會政府帳目委員會發表報告，指民政事務局在東亞運動會籌備工作中嚴重超支及無確實直接成本，並批評該局擅用盈餘作體育發展。帳目委員會亦對民政事務局局長曾德成及康文署署長馮程淑儀沒有為超支事件進行全面檢討，感到「驚訝及不可接受」。

### 住所天台僭建物
馮程淑儀與丈夫馮永業，早年購入位於跑馬地毓秀街學談花園的複式連天台單位。2010年遷入後，於物業天台搭建花棚及裝置組合式儲物房。2013年，傳媒報導此單位天台涼亭屬違規建築物。當記者向馮程淑儀查詢後，翌日便安排工人將涼亭清拆。

### 換樓交易醜聞
2016年4月1日，《香港01》揭發馮程淑儀與賭王何鴻燊姨仔陳婉玉名下公司，在2013年以一個半山雍景臺單位中層加多650萬元作補價，作為交換跑馬地兩個相連豪宅單位，被指差價低於市價約300萬元，估計可少交大約100萬元印花稅。由於馮太丈夫馮永業任職政府期間，曾處理與陳相關的航權及直升機場事宜，事件被指涉嫌官商勾結及利益輸送。
醜聞爆出後，馮更隨即放售交換得來的跑馬地相連單位。有媒體揭露兩單位原本已打通，唯未有向差餉物業估價署申報，令她變相獲得約1.2萬元雙重差餉寬免。馮太未有回應是否瞞報。到4月5日，廉政公署正式就事件立案調查，但她拒絕回應。而公民黨立法會議員楊岳橋和郭榮鏗，要求政府調查馮是否違反公務員守則。
到4月9日，其個人facebook已刪去家庭照，頭像換上兩朵花，封面照片則變成風景照。而原本寫明已婚感情狀態亦被移除。